# Sturmia festiva
Sturmia festiva är en tvåvingeart som beskrevs av Cortes 1944. Sturmia festiva ingår i släktet Sturmia och familjen parasitflugor. Inga underarter finns listade i Catalogue of Life.